# Johann Heinrich Tischbein
Johann Heinrich Tischbein el Viejo (Haina, 3 de octubre de 1722 - Kassel, 22 de agosto de 1789), llamado el Kasseler, fue uno de los pintores más reconocidos y uno de los más grandes retratistas del siglo XVIII.

## Biografía
Tischbein era el miembro más importante de la familia de pintores de gran talento, que perduró más de cuatro generaciones. Fue fundador y profesor de pintura en la Academia de Arte de Kassel. Fue pintor de la corte de Kassel y realizó principalmente retratos, aunque pintó también escenas mitológicas, pinturas históricas y paisajes. A lo largo de su vida realizó más de 300 pinturas. Según el Gran Diccionario Meyers de 1984, está considerado como el más excelente pintor de retratos femeninos.

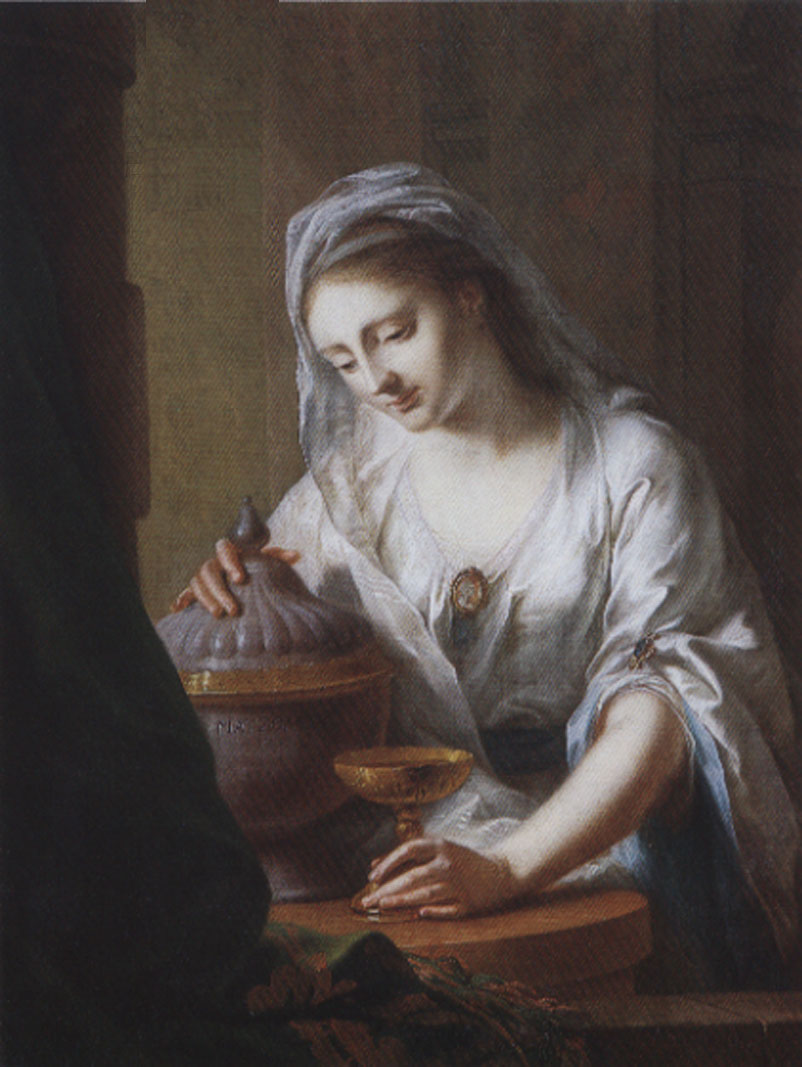
Artemisa.

Era hijo del panadero Johann Heinrich Tischbein y su esposa Susanne Margaretha Hinsing. Entre 1736 a 1741 estudió pintura en Kassel con el pintor de pinturas murales Johann Baptist Zimmermann (1680-1752) y después con Johann Georg von Freese (1701-1775), que estaba al servicio de las pequeñas cortes principescas. Con el apoyo financiero del Conde Johann Philipp von Stadion se fue a París en 1743 y se convirtió en alumno de Carle van Loo (1705-1765). En 1749 viajó a Venecia y estudió bajo la tutela de Giovanni Battista Piazzetta (1682-1754). Entre 1750-01 estuvo en Roma.
En 1753, fue nombrado pintor de la corte del landgrave Guillermo VIII de Hesse-Kassel. Durante la ocupación francesa de 1756 a 1762, huyó e hizo varios viajes. Pasó algún tiempo en la corte "Musenhof" del conde Stadion en el castillo de Warthausen cerca de Biberach an der Riss. En 1762, se convirtió en profesor en la recién fundada Academia Collegium Carolinum de Kassel.
Gracias a su amistad con Friedrich Gottlieb Klopstock (1724-1803) y su hermano se estableció temporalmente en Hamburgo, pues estaba estrechamente asociado con la ciudad hanseática. Se casó por primera vez (31 de octubre de 1756) con la hija del secretario de la oficina del registro, Marie Sophie Robert, que murió prematuramente en 1759. Años más tarde (1763) se casó nuevamente con la hermana menor de su difunta esposa, Anne Marie Pernette Robert.